# Rio Agapia
O Rio Agapia é um rio da Romênia afluente do rio Topoliţa, localizado no distrito de Neamţ.